# Турандот (Пуччіні)
«Турандот» (італ. Turandot) — опера на 3 дії 5 картин Джакомо Пуччіні  за однойменною п'єсою Карло Ґоцці. Лібрето Джузеппе Адамі І Ренато Сімоні.
Перша вистава відбулася 25 квітня 1926 року в Мілані. Пуччіні помер, не встигнувши завершити роботу над оперою, і надалі всі вистави «Турандот» завершувалися заключним дуетом і фіналом Франко Альфано, який створив їх на основі чернеток автора. Свої власні варіанти закінчення опери запропонували також композитори Лучано Беріо (прем'єра відбулася 2002 року, диригент В. Гергієв) і Хао Вея (прем'єра відбулася в 2008 році).

## Дійові особи
| Партія | Голос   |
| --- | ------- |
| Принцеса Турандот | Сопрано |
| Альтоум, китайський імператор, її батько | Тенор   |
| Тимур, татарський цар у вигнанні | Бас     |
| Калаф, його син | Тенор   |
| Лю, молода рабиня Тимура | Сопрано |
| Пінг, великий радник | Баритон |
| Панг, великий пророк | Тенор   |
| Понг, великий кухар | Тенор   |
| Мандарин | Баритон |
| Перська принц, кат, імператорська гвардія, слуги ката, діти, вісім мудреців, служниці Турандот, солдати, прапороносці, музиканти, тіні померлих, натовп — хор або без співу |         |

## Історія створення

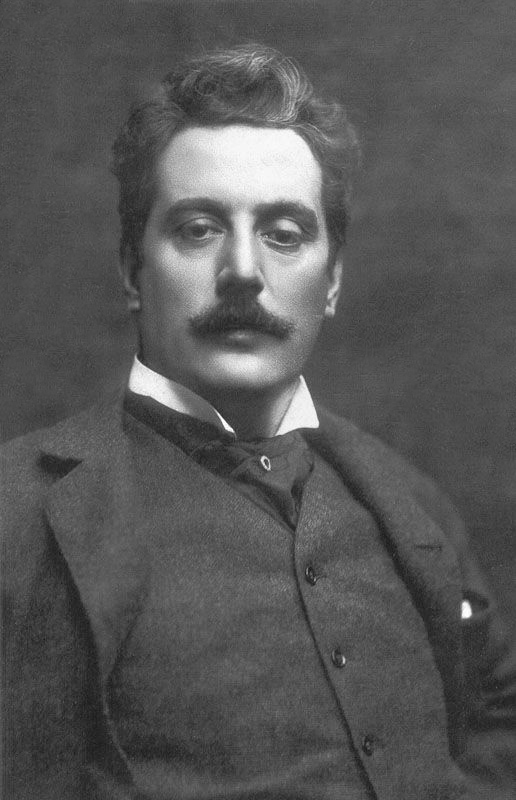
Джакомо Пуччіні

Ідея створення опери на сюжет казки Гоцці народилася в Пуччіні в 1919 році під впливом враження від драматичної вистави в театрі Макса Рейнгардта.
Отримавши згоду лібретистів Адамі та Сімоні на переробку п'єси, він став до роботи і сам. При цьому він не обмежився тільки написанням музики, в його листах зафіксовані численні вказівки лібретистам щодо змісту опери. У лібрето дослідники, поряд з основою, взятої у Гоцці, знаходять також вплив Шіллера, що створив свій варіант цього сюжету, а також Шекспіра.
Робота композитора над «Турандот» тривала з літа 1920 року до самої смерті композитора 1924 року. Недописаними залишилися останній дует Турандот і Калафа і заключна сцена III акту. Найчастіше опера виконується із завершальними епізодами, створеними молодшим другом Пуччіні Франко Альфано. Іншу версію завершення написав Лучано Беріо.

## Характеристика
В центрі сюжету — жорстока любов принцеси Турандот і принца Калафа. Як і в казці Гоцці, Турандот випробовує претендентів у женихи трьома загадками, лише претендент, що відгадає усі загадки стане її обранцем, а на інших чекає страта. Побічною лінією в сюжеті є любов рабині Лю до Калафа. На відміну від п'єси Гоцці, де суперниця Турандот Адельма була підступна й хитра, Лю втілює собою тільки зворушливу жіночність, що підкреслюється її м'якою і ліричною вокальною партією.
«Турандот» не є типовою для Пуччіні. Як писав музикознавець І. Нестьев, в цій опері композитор «різко порушив традицію суворої камерності, ліричної інтимності, що переважали в більшості його колишніх опер: він наче воскресив тут на новому етапі забутий тип opera seria з величезними хоровими масивами ораторіального плану».
Аналогічно до сюжетних ліній, дослідники виділяють в «Турандот» основні музичні теми: тему самої принцеси, тему Калафа, «комічну» і «цинічну» тему міністрів, «романтичну» тему Лю, а також тему народу (масові хорові сцени). Музикознавець Джордж Марек не виключає, що ця «народна тема», не властива іншим творам композитора, могла з'явитися в «Турандот» під впливом М. Мусоргського і його «Бориса Годунова».

## Лібрето
Дія відбувається в Китаї «в легендарні часи».

### Дія I
Мандарин оголошує рішення Турандот: кожен, хто бажає її руки, повинен розв'язати три загадки. Той, кому це не вдасться, буде страчений. Першу невдачу зазнає молодий перський принц. Принц Калаф зустрічає свого батька Тимура, якого вислали зі своєї імперії, і який ховається в Пекіні. Його супроводжує рабиня Лю, вона закохується в Калафа (арія «Signore, ascolta»).
Зі сходом місяця перського князя ведуть до страти. Натовп даремно благає Турандот про милість. Калаф захоплюється вродою Турандот, і не зважаючи на спроби Тимура, Лю і трьох міністрів його зупинити, вирішує (арія «Non piangere, Liu») здобути ласку Турандот.

### Дія II
Міністри Пінг, Панг і Понг готуються до церемонії і оплакують роки правління Турандот, протягом яких було вбито вже 13 претендентів. З'ясовуються справжні мотиви Турандот — її бабуся була викрадена й убита іноземцем і Турандот у такий спосіб бажає помститися (арія «In questa reggia»). Імператор Альтоум намагається відмовити Калафа від участі в змаганні, однак той лишається непохитним.
Однак Калафу вдається відгадати усі три загадки — про надію, про кров і про неї саму. Турандот благає батька не віддавати її чужоземцеві, однак і Калаф не хоче брати Турандот насильно — він пропонує їй відгадати його ім'я, і якщо їй це вдасться, Калаф добровільно піде з життя.

### Дія III
За наказом Турандот усі жителі міста намагаються з'ясувати ім'я новачка. Втім Калаф упевнений, що це не вдасться нікому — арія «Не смій спати/Nessun dorma» (ця арія є найвідомішою частиною опери). Міністри спокусами намагаються випитати ім'я в самого Калафа, але безрезультатно. Тоді приводять Тимура і Лю, яких було помічено з незнайомцем. Щоб врятувати старого короля, Лю говорить, що тільки вона знає його справжнє ім'я. Їй загрожують тортури. Вони прощається з Калафом і заколюється кинджалом, передбачивши, що Турандот сама полюбить принця. Коли її тіло винесли, Турандот і Калаф лишаються наодинці. Калаф цілує Турандот, вона зізнається що одночасно ненавиділа його і кохала. Калаф відкриває їй своє ім'я і віддає свою долю в її руки. Вона ж дає йому ім'я — Любов. Народ прославляє життя і любов.

## Постановки

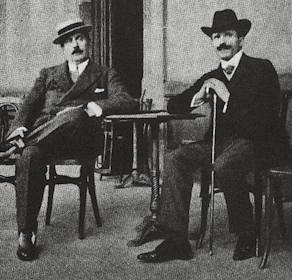
Тосканіні і Пуччіні

Перше виконання опери відбулося 25 квітня 1926 року в Міланському театрі Ла Скала (режисер Джовакіно Форцано, художники Джуліано Кіні і Алессандро Маньон). На прем'єрі диригент Артуро Тосканіні перервав виставу, оголосивши, що «опера закінчується тут, тому що в цей момент Маестро не стало»….
Надалі всі вистави «Турандот» завершувалися заключним дуетом і фіналом, написаними Франко Альфано на основі чернеток автора. 1926 року опера була поставлена в театрах Рима, Буенос-Айреса, Ріо-де-Жанейро, Дрездена, Відня, Берліна, Брюсселя, Нью-Йорка), в 1927у — в Каїрі, Берні, Лондоні, Празі, Будапешті та Стокгольмі.
В СРСР опера вперше була поставлена у березні 1928 року в Баку під орудою А. Клібсона. У вересні того ж року опера була поставлена в Київській опері (диригент — О. Орлов, режисер — В. Манзій, художник — І. Курочка-Армашевський). У Большому театрі вперше поставлена 1931 року.

## Переклад

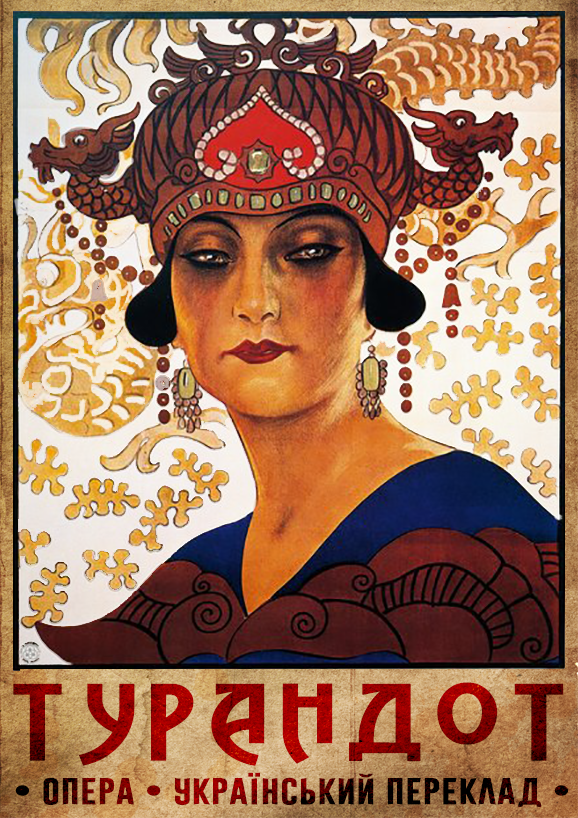
Модифікована афіша опери «Турандот» до презентації Олексою Кириченком українського перекладу 03.03.2018 р.

Еквіритмічний переклад опери «Турандот» українською мовою уперше зробив Олекса Кириченко. Презентація відбулася 03.03.2018 р. Відео опери у постановці Брегенц-фесту від 2015 р. з перекладом є тут (альтернативне джерело).